# Uranoscopus bauchotae
Uranoscopus bauchotae is een straalvinnige vissensoort uit de familie van sterrenkijkers (Uranoscopidae). De wetenschappelijke naam van de soort is voor het eerst geldig gepubliceerd in 1987 door Brüss.